# Juin 1954

## Évènements
- Le régent Abdul Illah organise des élections libres en Irak. La majorité des sièges est remportée par des partisans de Nouri Saïd, hostiles au projet du « Croissant fertile ».

- 6 juin : création de l'Eurovision par les pays membres de l'Union européenne de radiodiffusion et de télévision. Il s'agit d'un réseau d'échanges de programmes.

- 7 juin: début des activités de Pakistan International Airlines.

- 12 juin, France : 
  - à l’issue d’un nouveau débat sur l’Indochine, l’Assemblée nationale refuse la confiance au gouvernement de Joseph Laniel qui présente sa démission. Pierre Mendès France est chargé de former un nouveau gouvernement.
  - Départ de la vingt-deuxième édition des 24 Heures du Mans.

- 13 juin : victoire de José Froilán González et Maurice Trintignant sur une Ferrari aux 24 Heures du Mans.

- 17 juin : fin du maccarthisme aux États-Unis.

- 18 juin :
  - France : début du gouvernement Pierre Mendès France jusqu'au 5 mars 1955. Il s’engage à régler l’affaire d’Indochine en six semaines et à présenter un plan de redressement économique avant le 20 juillet.
  - Le nouveau gouvernement Mendès France négocie, principalement avec le Chinois Zhou Enlai, un cessez-le-feu en Indochine.

- 19 juin :
  - France : première causerie radiodiffusée de Mendès France.
  - Syrie : Sabri al-Assali est renversé et un nouveau gouvernement est formé autour de Saïd al-Ghazzi, qui organise des élections le 24 septembre. Les indépendants, proche du pouvoir, obtiennent 64 sièges sur 142, le parti du peuple 30, le Ba’th 22, ce qui est une victoire politique.

- 20 juin (Formule 1) : victoire de Juan Manuel Fangio au Grand Prix automobile de Belgique.

- 27 juin : 
  - La CIA organise un coup d’État au Guatemala depuis le Honduras. Accusé de sympathies communistes, le président guatémaltèque Jacobo Arbenz Guzmán démissionne sans pouvoir résister (il s’apprêtait à exproprier 90 000 ha non exploités appartenant à l’United Fruit Company). Une nouvelle période de répression et de militarisme s’ouvre. Le vote à bulletin secret est supprimé et des milliers d’opposants sont emprisonnés. Pendant les trois décennies suivantes, les coups d’État et les gouvernements militaires se succédèrent au Guatemala.
  - Irak : Nouri Saïd rétablit un régime autoritaire et suspend le Parlement.
  - Inauguration de la première centrale nucléaire à Obninsk en république socialiste fédérative soviétique de Russie.

## Naissances
- 2 juin :
  - Dennis Haysbert, acteur américain.
  - Élisabeth Commelin, actrice française.
- 3 juin : Janusz Kondrat, escrimeur polonais.
- 6 juin : Françoise Blanchard, actrice française de doublage († 24 mai 2013)
- 8 juin : Soumeylou Boubèye Maïga, homme d'État malien († 21 mars 2022).
- 10 juin : Moya Greene, femme d'affaires canadienne.
- 13 juin : Ngozi Okonjo-Iweala, économiste et femme politique nigériane et directrice générale de l'Organisation mondiale du commerce.
- 14 juin : Cyrus Vance, Jr., Avocat américain.
- 15 juin : Paul Rusesabagina, humanitaire rwandais-belge.
- 16 juin : 
  - Jeffrey S. Ashby, astronaute américain.
  - Willy Stähle, skieuse nautique néerlandaise († 27 août 2015).
- 19 juin : Kathleen Turner, actrice américaine.
- 20 juin :
  - Ilan Ramon, spationaute israélien († 1er février 2003).
  - Catherine Ceylac, journaliste française.
- 22 juin : Angélique Ionatos, chanteuse, guitariste et compositrice grecque († 7 juillet 2021).
- 23 juin : Yue Wai Chun, astronome amateur hongkongais.
- 25 juin : Sonia Sotomayor, juge à la Cour suprême des États-Unis depuis 2009.
- 26 juin : Catherine Samba-Panza, femme d'Etat centrafricaine.
- 28 juin : 
  - Jean-Serge Brisson, chef du Parti libertarien du Canada de 1999 à 2008.
  - Chems-Eddine Hafiz, avocat franco-algérien.
  - Benoît Sokal, scénariste et dessinateur de bande dessinée belge († 28 mai 2021).

## Décès
- 7 juin : Alan Turing, mathématicien britannique (° 23 juin 1912).
- 18 juin : André Benoit, coureur cycliste belge (° 12 mai 1900).
- 19 juin : Martin Bloch, peintre anglo-allemand (° 16 novembre 1883).